# Sozialistenprozess
Der Sozialistenprozess im Jahr 1936 bildete den Höhepunkt der Verfolgung der illegalen Arbeiterbewegung zur Zeit des Austrofaschismus nach den österreichischen Februarkämpfen von 1934.
Am 16. März 1936 begann im Wiener Landesgericht die Hauptverhandlung, bei der 28 Funktionäre der nach dem 1934 ausgesprochenen Verbot der Sozialdemokratischen Arbeiterpartei im Untergrund agierenden Revolutionären Sozialisten und zwei kommunistische Parteifunktionäre wegen Hochverrat angeklagt waren. Zu den Angeklagten gehörten die Sozialdemokraten Karl Hans Sailer, Maria Emhart, Franz Jonas, Bruno Kreisky, Stefan Wirlandner und Anton Proksch sowie der Kommunist Franz Honner.
Der Prozess stieß auch im Ausland auf großes Interesse. Federführender Verteidiger war Heinrich Steinitz. Nicht zuletzt aufgrund des internationalen Medienechos fielen die Urteile am 24. März vergleichsweise milde aus. Die beiden Hauptangeklagten, Karl Hans Sailer und Maria Emhart, für die der Staatsanwalt die Todesstrafe beantragt hatte, wurden zu 20 bzw. 18 Monaten Haft verurteilt. Bruno Kreisky wurde zu 12 Monaten Kerker verurteilt, Franz Jonas freigesprochen. 
Das Verhandlungsprotokoll des Sozialistenprozesses ist verschollen. Als wichtigste Quelle dient daher die von Otto Leichter anonym verfasste Broschüre Revolutionäre Sozialisten vor Gericht, von der 20.000 Exemplare illegal in Österreich verbreitet wurden.